# Đại học Vermont
Đại học Vermont là một trường đại học công, ở Burlington, Vermont, Vermont, Hoa Kỳ. Trường đại học này được thành lập năm 1791.
Đây là một trường nghiên cứu và đào tạo các trình độ từ đại học đến tiến sĩ, đặc biệt là các chuyên ngành nghệ thuật tự do. Trường được chia thành 8 viện đại học: nghệ thuật và khoa học, nông nghiệp và khoa học cuộc sống, y khoa thực hành, kinh doanh, sư phạm và dịch vụ công, kỹ thuật và toán học, tài nguyên thiên nhiên, điều dưỡng. Trường có trung tâm nghiên cứu thủy lợi, trung tâm nghiên cứu Vermont.